# Канеан
Канеан (фр. Canehan) насеље је и општина у северној Француској у региону Горња Нормандија, у департману Приморска Сена која припада префектури Дјеп.
По подацима из 2011. године у општини је живело 324 становника, а густина насељености је износила 52,43 становника/km². Општина се простире на површини од 6,18 km². Налази се на средњој надморској висини од 100 метара (максималној 119 m, а минималној 16 m).

## Демографија
| 1962. | 1968. | 1975. | 1982. | 1990. | 1999. | 2011. |
| ----- | ----- | ----- | ----- | ----- | ----- | ----- |
| 196   | 263   | 245   | 289   | 322   | 306   | 324   |

График промене броја становника у току последњих година